# XIV Близначен легион
XIIII Близначен легион (Legio XIIII Gemina) Martia Victrix е легион на римската армия.
Вероятно е образуван от Гай Юлий Цезар по времето на завладяването на Галия, най-късно през гражданската война след смъртта на Цезар, когато е легион на Октавиан, по-късният Август.
Първо е стациониран в Германия, през 14 г. е в Майнц. През 43 г. легионът взема участие с Клавдий в завоюването na Британия и получава през 61/62 г. почетното име Martia Victrix. През 69 г. е отново в Майнц и през 89 г. помага във въстанието на Луций Антоний Сатурнин, който се навдига срещу Домициан.
Легионът е изместен през 92 г. сл.н.e. в Панония, взема участие в дакийските войни на Траян и след това е в постоянния лагер в Карнунтум, където остава за три века. Легионът взема участие в различни граждански войни (например на страната на Септимий Север) и изчезва при разрушаването на Дунавската граница около 430 г. сл.н.e.
- Знакът на Legio XIIII Gemina в книгата Notitia dignitatum